# Єдність (Плиски)
«Є́дність» — український футбольний клуб зі села Плиски Борзнянського району Чернігівської області. Виступав у другій лізі чемпіонату України. Заснований 2001 року. Втратив професіональний статус у 2012 році, з того часу виступає в аматорських змаганнях.

## Історія
«Єдність» засновано у 2001 році, і в першому ж сезоні команда виграла чемпіонат Борзнянського району.
У наступному році колектив виграв аматорський Кубок України 2003 року, 2004 року посів 3-тє місце в Чемпіонаті України серед аматорів, а 2005 року став чемпіоном Чернігівської області.
В тому ж році клуб отримав професіональний статус, заявившись до Другої ліги чемпіонату України, де грав з сезону 2005/06.
Найвище досягнення у чемпіонаті «Єдність» здобула вже наступного сезону, посівши 3-е місце в групі А, проте після цього сезону команда скотилася в середину таблицю і більше не боролась за підвищення у класі.
У Кубку України найвищим досягненням стала 1/8 фіналу в сезоні 2009/10. Суперником команди Другої ліги на цьому етапі став володар Кубка УЄФА донецький «Шахтар». Матч закінчився з рахунком 1:3 на користь донеччан і зібрав рекордну для Плисок аудиторію — 6000 глядачів.

## Фінансування
Окрім президента клубу Олександра Поповича й фірми «Агросервіс», фінансувати команду допомагає уродженець Плисок Михайло Голиця, що довгий час був начальником Головного управління житлового забезпечення Київської міської державної адміністрації, а з 2010 року очолював компанію «Київміськбуд».

## Стадіон

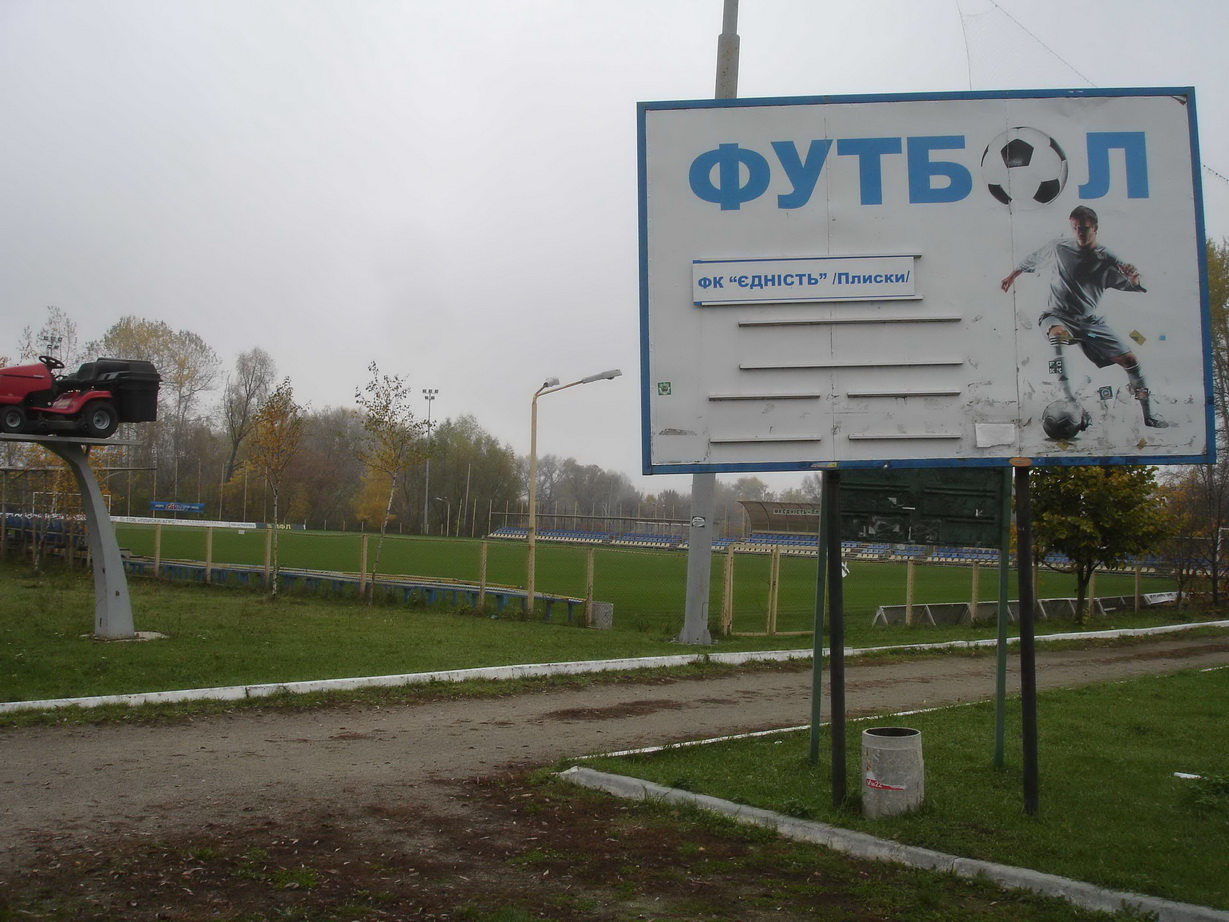
Стадіон «Єдність», с. Плиски

Домашні матчі «Єдність» проводить на однойменному стадіоні, що вміщає 1500 глядачів. Стадіон обладнаний електронним табло, освітленням, резервним футбольним полем, майданчиком для міні-футболу зі штучним покриттям й, звичайно, роздягальнями.
В інфраструктуру клубу також входять готель, кафе, сауна та міні-кінозал.
На цьому стадіоні 12 вересня 2009 року під час матчу на Кубок України забив свій перший гол в основному складі «Шахтаря» (Донецьк) Ярослав Ракіцький.

## Досягнення
Друга ліга чемпіонату України:
- 3 місце в групі А: 2006/07

Чемпіонат України серед аматорів:
 Бронзовий призер (2): 2004, 2015
Кубок України серед аматорів:
 Володар: 2003
 Фіналіст: 2013
Чемпіонат Чернігівської області:
 Переможець (3): 2005, 2014, 2015
 Срібний призер (2): 2006, 2013
 Бронзовий призер (2): 2003, 2004
Кубок Чернігівської області:
 Володар (3): 2005, 2014, 2015
Суперкубок Чернігівської області:
 Володар: 2014
Чемпіонат Борзнянського району:
 Переможець: 2002

## Статистика
| Сезон   | Ліга      | Місце | І  | В  | Н | П  | ГЗ | ГП | О  | Кубок України | Примітки |
| ------- | --------- | ----- | -- | -- | - | -- | -- | -- | -- | ------------- | -------- |
| 2005-06 | Друга «Б» | 7     | 28 | 10 | 8 | 10 | 38 | 36 | 38 | 1/32 фіналу   |          |
| 2006-07 | Друга «A» | 3     | 28 | 16 | 6 | 6  | 50 | 24 | 54 | 1/32 фіналу   |          |
| 2007-08 | Друга «A» | 6     | 30 | 15 | 6 | 9  | 50 | 36 | 51 | 1/16 фіналу   |          |
| 2008-09 | Друга «A» | 12    | 32 | 12 | 4 | 16 | 30 | 40 | 40 | 1/32 фіналу   |          |
| 2009-10 | Друга «A» | 6     | 20 | 8  | 5 | 7  | 22 | 11 | 29 | 1/8 фіналу    |          |
| 2010-11 | Друга «A» | 8     | 22 | 10 | 2 | 10 | 39 | 26 | 32 | 1/16 фіналу   |          |
| 2011-12 | Друга «A» | 13    | 26 | 3  | 6 | 17 | 19 | 57 | 15 | —             |          |
| 2012-13 | Друга «A» | 8     | 20 | 5  | 5 | 10 | 17 | 30 | 20 | 1/64 фіналу   | [2]      |

## Відомі гравці
- Юрій Дмитрулін